# El certificado
El certificado es una película española de comedia estrenada en 1970, escrita y dirigida por Vicente Lluch y protagonizada en los papeles principales por Núria Espert y Adolfo Marsillach.
La película fue incluida en una antología de la comedia española celebrada en la ciudad de Nueva York y organizada por The Film Society of Lincoln Center y el Instituto de la Cinematografía y de las Artes Audiovisuales, con la colaboración de la Filmoteca Española y la Filmoteca de Cataluña.

## Sinopsis
Silvia es una mujer de provincias que viaja a Barcelona. Allí conoce a un hombre casado y se convierten en amantes. Para demostrarle que no debe ser celoso, ella consigue que el hospital le expida un certificado de virginidad.

## Reparto
- Núria Espert como	Silvia
- Adolfo Marsillach como Víctor Escuder
- Carlos Otero como	Jorge Escuder
- Queta Ariel como Mercedes
- Rafael Anglada como Abuelo Escuder
- Nadala Batiste como Abuela Escuder
- Amparo Valle
- Rafael Borqué
- Rosa Maria Sardà como Invitada boda
- Gerardo Malla
- José Vivó como Cónsul de Venezuela
- Carme Contreras como Portera
- Emma Cohen como Enfermera Clínica S. Ramón
- José María Blanco como Modelo publicitario
- Víctor Petit como	Juan
- Ana María Barbany
- Maria Aurèlia Capmany como Doctora
- Mario Gas como Fotógrafo
- Román Gubern como Sacerdote